# Torgny, o Orador

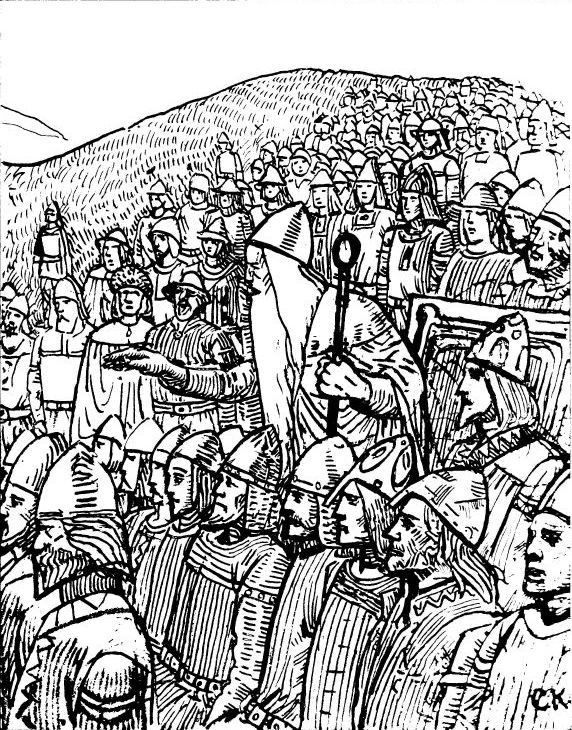
Torgny Lagmann fala em Uppsala, por C. Krogh

Torgny, o Orador (islandês antigo: Þorgnýr lögmaðr, sueco: Torgny Lagman) é o nome de um membro das ao menos três gerações de legíferos com o nome Þorgnýr, que aparecem no Heimskringla pelo estudioso e chefe islandês Snorri Sturluson, e no menos conhecido Styrbjarnar þáttr Svíakappa e Hróa þáttr heimska. Eles eram os legíferos da lei de Tiundaland, e todos os legíferos do reino sueco eram seus subordinados.
Aquele que é o mais famoso é relatado pelo Heimskringla como tendo vivido na época de Olof Skötkonung e Olavo, o Santo, e há um extenso relato sobre ele nesta fonte. Este Þorgnýr é considerado como tendo base histórica, mas o relato de Snorri é questionado por historiadores suecos modernos, que carecem de documentação sueca nativa sobre os palestrantes da lei Tiundaland dessa época.
Snorri relata: 
Em Tiundaland havia um lagman [legífero] que se chamava Thorgny, cujo pai se chamava Thorgny Thorgnyson. Seus antepassados foram, por um longo período de anos, e durante a época de muitos reis, homens latentes de Tiundaland. Nessa época, Thorgny era velho e tinha uma grande corte sobre ele. Ele era considerado um dos homens mais sábios da Suécia e era parente e pai adotivo do conde Ragnvald.
Os dois reis estavam em guerra, e muitos homens sábios na Suécia e na Noruega tentaram reconciliar os reis. Em 1018, o conde Ragnvald Ulfsson e emissários do rei norueguês Bjørn Stallare e Halte Skeggesson haviam chegado à Ting de Uppsala para influenciar o rei sueco para aceitar a paz e como um mandado de casar com sua filha Ingegerd Olofsdotter ao rei da Noruega.
O rei sueco ficou muito irritado e ameaçou banir Ragnvald de seu reino, mas Ragnvald foi apoiado por seu pai adotivo Þorgnýr, o Legífero, que era o homem mais sábio e respeitado da Suécia.
Então Thorgny se levantou; e quando ele se levantou todos os bondes [ yeomen ] que antes estavam sentados levantaram-se, e correram junto de todas as partes para ouvir o que Lagman Thorgny diria. No início, houve um grande estrondo de pessoas e armas; mas quando o barulho foi reduzido para uma escuta silenciosa, Thorgny fez seu discurso.
A disposição dos reis suecos é diferente agora do que era anteriormente. Meu avô Thorgny lembrava-se muito bem do rei de Upsala Eirik Eymundson, e costumava dizer dele que, quando estava em seus melhores anos, saía todo verão em expedições a diferentes países e conquistava para si a Finlândia, Kirjalaland, Courland, Estônia e os países orientais ao redor; e nos dias atuais podem ser vistos os baluartes, muralhas e outras grandes obras que ele fez. E, além disso, ele não estava tão orgulhoso a ponto de não ouvir as pessoas que tinham algo a dizer a ele. Meu pai, novamente, esteve muito tempo com o rei Bjorn e estava bem familiarizado com seus modos e maneiras. Durante a vida de Bjorn, seu reino teve grande poder, e nenhum tipo de necessidade foi sentido, e ele era alegre e sociável com seus amigos. Também me lembro do Rei Eirik, o Vitorioso, e estava com ele em muitas expedições de guerra. Ele ampliou o domínio sueco e o defendeu virilmente; e também foi fácil e agradável comunicar nossas opiniões a ele. Mas o rei que temos agora não permite que nenhum homem ouse falar com ele, a menos que seja o que ele deseja ouvir. Somente nisso ele aplica todo o seu poder, enquanto permite sua dispersão [territórios pagando dinheiro de proteção aos suecos] em outros países para passar dele por preguiça e fraqueza. Ele quer ter o reino da Noruega sob ele, o que nenhum rei sueco antes dele jamais desejou, e com isso traz guerra e angústia para muitos homens. Agora é nossa vontade, nós bondes, que tu, rei Olaf, faça as pazes com o rei da Noruega, Olaf, o Grosso, e case tua filha Ingegerd com ele. Se tu, no entanto, reconquistar os reinos nos países do leste que teus parentes e antepassados tiveram lá, nós todos para esse propósito te seguiremos para a guerra. Mas se não fizeres o que desejamos, agora te atacaremos e te mataremos; pois não permitiremos mais que a lei e a paz sejam perturbadas. Então, nossos antepassados começaram a trabalhar quando afogaram cinco reis em um pântano em Mora Thing, e eles ficaram cheios do mesmo orgulho insuportável que você mostrou por nós. Agora diga-nos, com pressa, que resolução você deseja tomar.
Então todo o público aprovou, com estrondo de armas e gritos, o discurso do lagman.
Esses argumentos convenceram o rei a ceder e ele prometeu fazer as pazes com o rei da Noruega e dar-lhe sua filha. No entanto, ele mais tarde quebrou sua promessa.

Em Styrbjarnar þáttr Svíakappa sobre Styrbjörn Starke, aparece um Þorgnýr, o Legífero que provavelmente é o pai do Þorgnýr anteriormente mencionado. Este Þorgnýr, o Legífero, era muito velho e quase cego e por isso não pôde participar da batalha entre Eric, o Vitorioso, e Styrbjörn. Ainda assim, ele influenciou o curso da batalha, fazendo com que o gado e os cavalos fossem conduzidos contra o exército dinamarquês. Esses animais foram atrelados com lanças e pregos e causaram muitas baixas no exército de Styrbjörn. Este Þorgnýr também é mencionado em Hróa þáttr heimska como um homem sábio e justo.